# Alexander Campbell (Politiker, 1822)

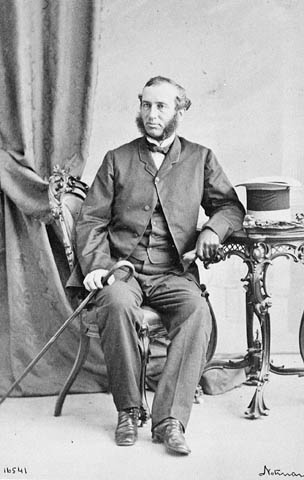
Alexander Campbell

Sir Alexander Campbell, PC, KCMG, QC (* 9. März 1822 in Hedon, Yorkshire; † 24. Mai 1892 in Toronto) war ein kanadischer Politiker. Als einer der Väter der Konföderation gehört er zu den Wegbereitern des 1867 gegründeten kanadischen Bundesstaates. Von 1867 bis 1887 war er Senator, danach amtierte er bis zu seinem Tod als Vizegouverneur der Provinz Ontario.
Für sein Wirken als einer der Väter der Konföderation ehrte die kanadische Regierung, vertreten durch den für das Historic Sites and Monuments Board of Canada zuständigen Minister, Campbell am 29. Mai 1959 und erklärte ihn zu einer „Person von nationaler historischer Bedeutung“.

## Biografie
Der in England geborene Arztsohn Campbell kam als Einjähriger mit seinen Eltern nach Kanada. Die Familie lebte zunächst in Montreal, später in Lachine und schließlich in Kingston. Einen Teil seiner Jugend verbrachte Campbell am Seminar in Saint-Hyacinthe, wo er Französisch erlernte. Nach Abschluss des Gymnasiums in Kingston studierte er Rechtswissenschaft und arbeitete in der Anwaltskanzlei von John Macdonald. 1843 erhielt er die Zulassung als Rechtsanwalt und war die folgenden sechs Jahre Macdonalds Partner.
Campbells politische Karriere begann 1850 mit der Wahl in den Stadtrat von Kingston, dem er bis 1852 angehörte. 1858 folgte die Wahl ins Unterhaus der Provinz Kanada. 1863 war er Speaker, ab 1864 gehörte er als Kommissar für Kronländereien der Regierung an. Im Jahr 1864 nahm er an der Charlottetown-Konferenz und an der Québec-Konferenz teil, wo über die Vereinigung der Kolonien in Britisch-Nordamerika beraten wurde. Im September 1873, zwei Monate nach Gründung des kanadischen Bundesstaates, ernannte ihn sein ehemaliger Kanzleipartner Macdonald, inzwischen der erste kanadische Premierminister, zum Senator.
In Macdonalds Kabinetten, dem 1. kanadischen Kabinett und dem 3. Kanadischen Kabinett, hatte Campbell verschiedene Ministerposten inne: Postminister (1867–1873, 1879–1881, 1885–1887), Minister für Inlandsteuern (1868–1869), Innenminister (1873), Schatzmeister (1878–1879), Verteidigungsminister (1880), Justizminister (1881–1885).
Nach dem Rücktritt als Senator vereidigte Generalgouverneur Lord Lansdowne Campbell als Vizegouverneur von Ontario. Dieses repräsentative Amt übte er knapp fünf Jahre lang bis zu seinem Tod aus.
Sein ältester Sohn Charles Sandwith Campbell war später Gouverneur der McGill University.